# بیلا ترمشنا
بیلا ترمشنا (به چکی: Bílá Třemešná) یک منطقهٔ مسکونی در جمهوری چک است که در منطقه تروتنوف واقع شده‌است.